# Episodi di Maniac Mansion (terza stagione)
La terza stagione della serie televisiva Maniac Mansion, composta da 22 episodi, è stata trasmessa per la prima volta negli Stati Uniti sul canale The Family Channel dal 7 settembre 1992 al 4 aprile 1993.
In Italia la serie è inedita.
| nº | Titolo originale                   | Trasmissione originale |
| -- | ---------------------------------- | ---------------------- |
| 1  | The Long Hot Mansion               | 7 settembre 1992       |
| 2  | Raging Lenny                       | 14 settembre 1992      |
| 3  | College Days                       | 21 settembre 1992      |
| 4  | The Prince's Broad                 | 28 settembre 1992      |
| 5  | Ike's Black Eye                    | 5 ottobre 1992         |
| 6  | Science is Only Skin Deep          | 19 ottobre 1992        |
| 7  | Ike's New Buddy                    | 26 ottobre 1992        |
| 8  | As the Worm Turns                  | 2 novembre 1992        |
| 9  | Cape Scary                         | 9 novembre 1992        |
| 10 | Wrestling with the Truth           | 16 novembre 1992       |
| 11 | The Science Fair                   | 23 novembre 1992       |
| 12 | Love, Turner Style                 | 30 novembre 1992       |
| 13 | Atoms Gone Wild                    | 25 gennaio 1993        |
| 14 | Walter Under the Bridge            | 1º febbraio 1993       |
| 15 | Tina and the Teardrops             | 8 febbraio 1993        |
| 16 | Ike for President                  | 15 febbraio 1993       |
| 17 | Freddie Had a Little Lamb          | 22 febbraio 1993       |
| 18 | Idella's New Career                | 7 marzo 1993           |
| 19 | Love Letters                       | 14 marzo 1993          |
| 20 | It Ain't Over 'Til Uncle Joe Sings | 21 marzo 1993          |
| 21 | Uncle Harry Ain't Feeling So Good  | 28 marzo 1993          |
| 22 | The Way We Was                     | 4 aprile 1993          |